# استیل سیتی (نبراسکا)
استیل سیتی(به انگلیسی: Steele City) شهری در ایالت نبراسکا کشور ایالات متحده آمریکا است که جمعیت آن در سرشماری سال ۲۰۱۰ میلادی، ۶۱ نفر بوده‌است.